# Candelaria, Coahuila
Candelaria är en ort i Mexiko.   Den ligger i kommunen San Pedro och delstaten Coahuila, i den centrala delen av landet, 800 km nordväst om huvudstaden Mexico City. Candelaria ligger 1 101 meter över havet och antalet invånare är 259.
Terrängen runt Candelaria är mycket platt. Runt Candelaria är det mycket glesbefolkat, med 3 invånare per kvadratkilometer. Närmaste större samhälle är Concordia, 16,3 km nordväst om Candelaria. Omgivningarna runt Candelaria är i huvudsak ett öppet busklandskap.